# No Place to Run
Albums de UFO
Strangers in the Night
(1978) The Wild, the Willing and the Innocent
(1981)
Singles
1. Youngblood
Sortie : 4 janvier 1980

No Place to Run est le huitième album studio du groupe anglais de hard rock, UFO. Il est sorti en janvier 1980 sur le label Chrysalis Records et a été produit par George Martin.

## Historique
Cet album fut enregistré en 1979 à Montserrat et à Londres dans les  studios du producteur anglais George Martin connu pour son travail avec les Beatles). Il est le premier album du groupe depuis le départ de Michael Schenker, celui-ci a été remplacé par Paul Chapman qui avait déjà joué avec UFO (comme deuxième guitariste) en 1974 lors de la tournée de promotion de l'album Phenomenon et fait quelques remplacements lors des "absences" de Schenker.
Paul Raymond quittera le groupe à l'issue de la tournée promotionnelle de l'album.
La pochette est une nouvelle fois signée par Hipgnosis et aura la particularité d'avoir été éditée en six différentes couleurs
Cet album atteindra la 51e place du Billboard 200 aux États-Unis et la 11e place dans les charts britanniques. Il sera aussi l'unique album studio du groupe à obtenir une certification (disque d'argent).
Il sera réédité en 2009 avec 4 titres bonus.

## Liste des titres
Face 1
| No | Titre                   | Auteur                      | Durée |
| -- | ----------------------- | --------------------------- | ----- |
| 1. | Alpha Centuri           | Paul Chapman                | 2:08  |
| 2. | Lettin' Go              | Phil Mogg, Pete Way         | 3:39  |
| 3. | Mystery Train           | Junior Parker, Sam Phillips | 3:55  |
| 4. | This Fire Burns Tonight | Mogg, Chapman               | 4:10  |
| 5. | Gone in the Night       | Mogg, Way                   | 3:41  |

Face 2
| No  | Titre               | Auteur       | Durée |
| --- | ------------------- | ------------ | ----- |
| 6.  | Youngblood          | Mogg, Way    | 3:55  |
| 7.  | No Place to Run     | Mogg, Way    | 3:58  |
| 8.  | Take It or Leave It | Paul Raymond | 3:01  |
| 9.  | Money Money         | Mogg, Way    | 3:20  |
| 10. | Anyday              | Mogg, Way    | 3:50  |

Titres bonus (Réédition 2009)
| No  | Titre                                                   | Auteur           | Durée |
| --- | ------------------------------------------------------- | ---------------- | ----- |
| 11. | Gone in the Night (alternative studio version)          | Mogg, Way        | 4:05  |
| 12. | Lettin' Go (Live at the Marquee, 16 novembre 1980)      | Mogg, Way        | 3:47  |
| 13. | Mystery Train (Live at the Marquee, 16 novembre 1980)   | Parker, Phillips | 6:08  |
| 14. | No Place to Run (Live at the Marquee, 15 novembre 1980) | Mogg, Way        | 4:36  |

## Musiciens
- Phil Mogg: chant
- Andy Parker: batterie, percussions
- Pete Way: basse
- Paul Raymond: claviers, guitare rythmique, chœurs
- Paul Chapman: guitares, guitare solo.

## Charts et certification

### Album
Charts
| Pays                                  | Durée du classement | Meilleur classement | Date             |
| ------------------------------------- | ------------------- | ------------------- | ---------------- |
| Canada (RPM)                          | 5 semaines          | 91e                 | 29 mars 1980     |
| États-Unis (Billboard 200)            | 13 semaines         | 51e                 | 16 février 1980  |
| Norvège (VG-lista)                    | 3 semaines          | 33e                 | 3 mars 1980      |
| Royaume-Uni (UK Albums Chart)         | 7 semaines          | 11e                 | 20 janvier 1980  |
| Royaume-Uni (UK Rock and Metal Chart) | 1 semaine           | 38e                 | 1er février 2009 |
| Suède (Sverigetopplistan)             | 2 semaines          | 41e                 | 8 février 1980   |

Certification
| Pays        | Certification | Ventes   | Date            |
| ----------- | ------------- | -------- | --------------- |
| Royaume-Uni | Argent        | 60 000 + | 10 février 1981 |

### Single
| Single     | Chart              | Durée du classement | Position | Date            |
| ---------- | ------------------ | ------------------- | -------- | --------------- |
| Youngblood | (UK Singles Chart) | 5 semaines          | 36e      | 13 janvier 1980 |